# سگ‌های عروسکی

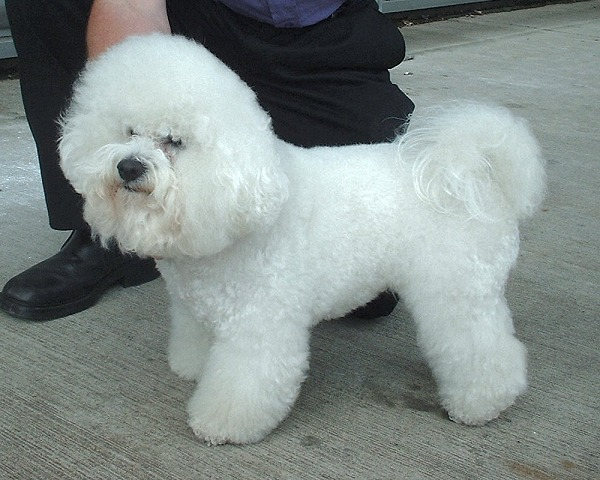
بیچون فریزسگ عروسکی

نژاد عروسکی یا سگ اسباب بازی (به انگلیسی: Toy dog) به طور سنتی به سگ‌های بسیار کوچک اشاره دارد و ممکن است از هر یک از نژادهای سگ باشد. سگ اسباب بازی ممکن است شامل پاپیلون، پینچر و تریر است که در اندازه کوچک دستکاری ژنتیک شده‌اند.
این نژاد در گذشته فقط ویژه همنشینی با انسان‌ها و خانواده‌های سلطنتی کشور زادگاهشان پرورش داده شده‌اند.
نژادهایی مانند پکینز (pekingese) و پاگ(pug) نشئت گرفته از کشور چین هستند که در آنجا مانند همنشین گرانبهایی برای امپراتورها بودایی‌ها و کشیشان بوده‌اند.